# Maria Callas
Maria Callas (født Maria Kalogeropoulou (græsk: Μαρία Καλογεροπούλου) 2. december 1923, død 16. september 1977) var en amerikanskfødt græsk operasanger (sopran). Hun er måske den bedst kendte operasanger fra efterkrigstiden. Hun havde i sine bedste år en fremragende bel canto-teknik, en vidtspændende stemme med en distinkt klang og en magnetisk sceneudstråling. Hun var en meget alsidig sanger: Hendes repertorie spændte fra barokopera som fx Glucks Alceste til senromantiske operaer som Puccinis Turandot.

## Levnedsløb

### Barndom og ungdom
Callas blev født i New York City som datter af græske forældre, der fire måneder tidligere var immigreret til New York City. Her gennemførte Callas sin skolegang til og med 8. klasse, hvorefter hun med sin mor og ældre søster rejste til Athen. Her lykkedes det den 13-årige Callas at blive optaget på Nationalkonservatoriet som elev hos Maria Trivella. Siden skiftede hun til Athens Konservatorium, hvor hun studerede hos den spanske koloratursopran Elvira de Hidalgo. Som 15-årig debuterede hun i konservatorie-regi som Santuzza i Pietro Mascagnis Cavalleria rusticana. Indtil hun i 1945 forlod Athen, nåede hun, med betydelig succes, at synge ca. 75 forestillinger, ofte i krævende roller, fx titelrollen i Puccinis Tosca, Leonore i Beethovens Fidelio og Marta i d'Alberts Tiefland.

### Begyndende berømmelse
Efter flere forsøg på en karriere i USA debuterede hun i 1947 i Veronas arena i titelrollen i Amilcare Ponchiellis La Gioconda. Herefter opbyggede hun langsomt, men sikkert sit renommé i Italien, støttet af dirigenten Tullio Serafin og sin kommende mand, forretningsmanden Giovanni Battista Meneghini, der med tiden opgav sin del af familieforetagendet for at hellige sig hvervet som Callas' manager. Callas sang i begyndelsen af sin internationale karriere almindelige roller i det dramatiske sopranrepertoire som Wagners Isolde, Verdis Aida og Skæbnens magt. Men efter at have afløst en syg kollega i Vincenzo Bellinis Puritanerne med kun en uge til at lære rollen, samtidig med at hun selv sang Brünnhilde i Wagners Valkyrien, fik hun mulighed for at synge et mere varieret repertoire og med tiden specialisere sig i belcantooperaer.

### La Scala
I december 1951 debuterede Callas på La Scala-operaen i Milano, hvor hun hurtigt blev primadonna og sang et varieret repertoire, fx sopranrollerne i Verdis Siciliansk vesper, Macbeth, Trubaduren, Don Carlos og La traviata, Bellinis Norma, Søvngængersken og Piraten, den italienske premiere på Mozarts Bortførelsen fra Seraillet, Ponchiellis La Gioconda, Cherubinis Medea, Donizettis Lucia di Lammermoor, Anna Bolena og Poliuto, Glucks Alceste og Iphigenia på Tauris, Spontinis La Vestale, Giordanos André Chenier og Fedora samt Rossinis Tyrken i Italien og Barberen i Sevilla. Med tiden debuterede Callas også på de største scener i London, Wien, New York City og Paris.
I 1953 tabte den korpulente Callas sig til ca. en tredjedel. I de næste år steg Callas' berømmelse, og hun blev af pressen fremstillet som en temperamentsfuld primadonna; Callas' stemme blev mere og mere slidt; Callas oplevede uoverensstemmelser med ledelsen i flere operahuse. Det blev til Callas' fejl, skønt det ikke altid var tilfældet. I sin bog Maria Meneghini Callas talte forfatteren Michael Scott overbevisende for, at det var de stemmemæssige problemer, der førte til Callas' kontroverser med forskellige operachefer og et faldende antal forestillinger i anden halvdel af 1950'erne.

### Karrierens afslutning og død
I 1957 blev Maria Calls introduceret for den græske rigmand Aristoteles Onassis. De formede et tæt men kompliceret venskab, der kom til at betyde meget for Callas, især efter hun blev separeret fra sin mand i 1959. Herefter sang hun sporadisk, primært ved koncerter og i rollen som Tosca, indtil hun i 1965 trak sig helt tilbage. Efter Onassis' ægteskab med Jacqueline Kennedy i 1968 begyndte Callas igen at arbejde. Hun forsøgte sig både som filmskuespiller, lærer ved masterclasses, operainstruktør og med enkelte pladeindspilninger. I 1973 påbegyndte hun en klaverakkompagneret koncertturné med sin italienske kollega, tenoren Giuseppe di Stefano. Begge sangeres stemmer var imidlertid så medtagne, at en anmelder sammenlignede dem med gøende hunde. Callas' sidste optræden var ved en af disse koncerter i Japan i 1974. Hun døde tre år senere i sin lejlighed i Paris, formentlig af en blodprop.

## Optagelser
Hun efterlod sig en righoldig diskografi, både studieindspilninger for EMI og utallige liveoptagelser. Udover de ovennævnte roller kan også nævnes sopranroller i Wagners Parsifal, Leoncavallos Bajadser, Puccinis La bohème, Madame Butterfly og Manon Lescaut, Rossinis Armida samt Verdis Nabucco, Rigoletto og Maskeballet.